# Trichoncus hackmani
Trichoncus hackmani là một loài nhện trong họ Linyphiidae.
Loài này thuộc chi Trichoncus. Trichoncus hackmani được Alfred Frank Millidge miêu tả năm 1955.